# Herbes (beguda)
Herbes és una beguda alcohòlica anisada típica de Mallorca, Eivissa i Formentera, obtinguda per la maceració o destil·lació hidroalcohòlica de plantes aromàtiques de les illes. Se’n distingeixen tres tipus: de dolces, de mesclades i de seques. La tradició popular atribueix a les herbes propietats digestives. Se sol prendre després de menjar especialment acompanyant del cafè.
Està protegida en dues denominacions geogràfiques: Herbes de Mallorca i Herbes Eivissenques.

## Característiques químiques
El Reglament de la DG Herbes de Mallorca estableix les següents característiques químiques:
- Grau alcohòlic adquirit: 20-50% volum.
- Contingut màxim en metanol: 0,5 g/hl d'alcohol a 100% vol.
- Contingut màxim de substàncies volàtils: èsters (expressats en acetat d'etil): 300 ppm; aldehids (expressats en acetaldehids): 90 ppm; acidesa volàtil (expressada en àcid acètic): 150 ppm; furfural: 15 ppm; alcohols superiors (expressats en alcohol amílic): 225 ppm.
- Contingut màxim de metalls pesants: arsènic: 0,8 ppm; plom: 1 ppm; zinc: 10 ppm; coure: 10 ppm. El total de metalls pesants expressats en plom no pot ser superior a 40 ppm.

Les Herbes Eivissenques tenen les següents característiques :
- Grau alcohòlic: entre 24 i 38%.
- Contingut en sucre: màxim 250 g/l.
- Densitat (a 20 °C): inferior a 1,18 g/ml.
- Contingut màxim de metanol: 1g/l.
- Contingut màxim de metalls pesants: 40 ppm (expressades en plom)